# Династія Сена
Династія Сена (або Шена) (бенгал.:সেন সাম্রাজ্য) — держава, що існувала на півострові Індостан на території сучасної Бенгалії та Бангладеш. Постала внаслідок послаблення імперії Пала. у 1070 році. Була повалена внаслідок військових конфліктів з мусульманськими загарбниками у 1230 році.

## Історія
Сени належали до відомої касти брахма-кшатріїв, пересилилися з Каранатки. Першим відомим був Самантасена, хто переїхав до Бенгалії. Його син Ґемантасена спочатку став правителем невеличкого князівства, а згодом засновником правлячої династії, яка відсторонила від влади останніх Пала. Він та його син Віджаясена багато зробили для зміцнення династії. Справу продовжили їх спадкоємці. В результаті держава була розширена за рахунок Ассаму, Орісси, Біхару до міста Варанасі.
У 1203 році розпочалася війна з мусульманами на чолі із Мухамедом Бахтіаром з афганського племені хілджі. У 1204 році Лакшманасена зазнав поразки й відступив до західної Бенгалії. Надалі тривала довга війна з мусульманами. Цим скорситалися представники династії Дева і  захопили владу. Останній володар зазнав поразки й загинув у 1230 році.

## Магараджі
- Ґемантасена (1070–1096)
- Віджаясена (1096–1159)
- Балалсена (1159–1179)
- Лакшманасена (1179–1206)
- Вішварупсена (1206–1225)
- Кешабсена (1225–1230)